# Yuki Tsunoda
Yuki Tsunoda (japoneză 角田 裕毅, Tsunoda Yūki; n. 11 mai 2000, Sagamihara, Japonia) este un pilot japonez de curse ce concurează în prezent în Formula 1 pentru Red Bull Racing. Sprijinit de Honda din 2016 prin Proiectul Formula Dream Honda⁠(ja)[traduceți], el a fost campionul japonez de F4 în 2018, iar în 2019 a primit sprijin și de la Red Bull. A terminat pe locul al treilea în Campionatul de Formula 2 din 2020 și și-a făcut debutul în Formula 1 în 2021 pentru Scuderia AlphaTauri.
A terminat pe locul patru, cea mai bună clasare din carieră, la Marele Premiu de la Abu Dhabi din 2021. Tsunoda și-a păstrat locul la AlphaTauri în 2022 și 2023, fiind coechipier cu Nyck de Vries și Daniel Ricciardo în ultimul sezon. El a rămas la echipă și în sezonul 2024, când aceasta și-a schimbat brandul în Racing Bulls. Tsunoda a fost inițial contractat să rămână la Racing Bulls cel puțin până la sfârșitul sezonului 2025, alături de Isack Hadjar, dar a fost promovat la Red Bull Racing pe 27 martie 2025.

## Cariera în Formula 1

### AlphaTauri / Racing Bulls (2021-prezent)

#### 2021

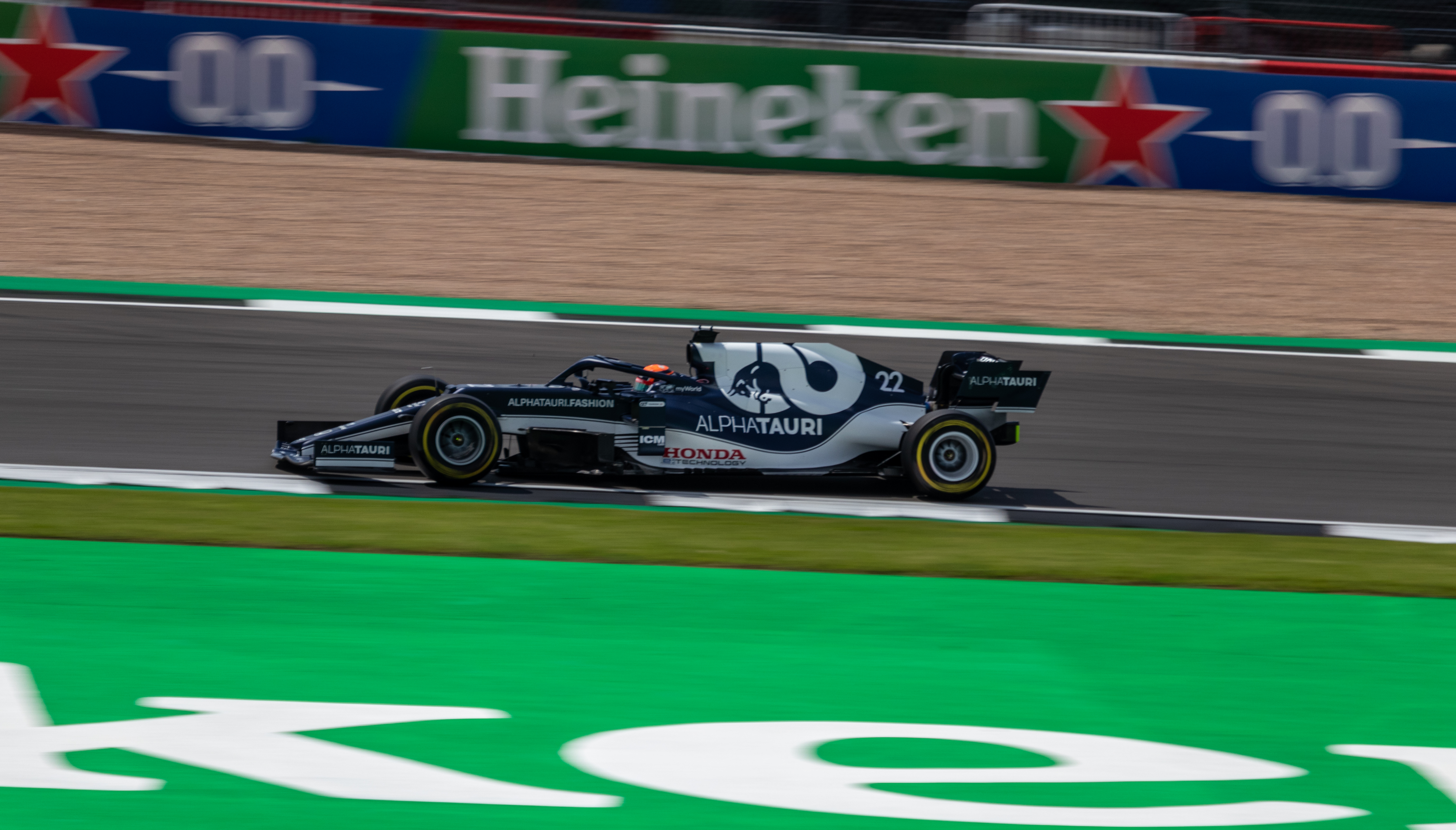
Tsunoda în.

Tsunoda l-a înlocuit pe Daniil Kveat la Scuderia AlphaTauri, avându-l coechipier pe Pierre Gasly la echipă pentru sezonul 2021. La Marele Premiu Bahrain de deschidere a sezonului, Tsunoda a terminat pe locul nouă. S-a calificat pe locul șaisprezece pentru Marele Premiu al Spaniei și ulterior și-a cerut scuze după ce a întrebat dacă el și coechipierul Gasly aveau „aceeași mașină”. Tsunoda a ajuns pentru prima dată în a treia sesiune de calificări (Q3) la Marele Premiu al Azerbaidjanului, dar apoi a scos steagurile roșii după ce a suferit un accident. A ajuns din nou în Q3 la Marele Premiu al Stiriei, dar a primit o penalizare pe grilă pentru că l-a împiedicat pe Valtteri Bottas. Tsunoda a obținut cel mai bun rezultat al său în Formula 1 până în acel moment la Marele Premiu al Ungariei. El a început cursa de pe locul șaisprezece, dar a trecut linia de sosire pe locul șapte, fiind promovat ulterior pe locul șase după descalificarea lui Sebastian Vettel. În ultimele opt Mari Premii, Tsunoda a avansat în Q3 de fiecare dată, excepând Marele Premiu de la São Paulo din 2021, însă a reușit să transforme doar două dintre acestea în clasări în puncte.
în cursa finală a sezonului, Marele Premiu de la Abu Dhabi din 2022, s-a calificat pe poziția a opta; în special, aceasta a fost prima dată în tot sezonul când l-a depășit pe coechipierul Pierre Gasly, care a fost eliminat în Q2. Din această poziție, el a terminat pe locul patru și a obținut 12 puncte, chiar înaintea lui Gasly pe locul cinci, îmbunătățind astfel cel mai bun rezultat al său în Formula 1 de până acum. Cu acele puncte, Tsunoda și-a asigurat locul 14 în campionatul piloților și a încheiat anul cu 32 de puncte.

#### 2022
Tsunoda și Gasly au fost reținuți de AlphaTauri pentru sezonul 2022. La Marele Premiu al Emiliei-Romagna din 2022, Tsunoda a terminat pe locul șapte, înaintea coechipierului Gasly, care s-a calificat pe locul șaisprezece. El a descris cursa ca fiind cea mai bună din cariera sa în Formula 1. Prima sa apariție în Q3 a sezonului a venit la Marele Premiu de la Miami și a marcat puncte pentru a treia oară în șase curse la Marele Premiu al Spaniei, terminând pe locul zece. A urmat o serie de douăsprezece curse fără puncte. A suferit un accident în timp ce ieșea de la boxe în Marele Premiu al Canadei și s-a ciocnit cu Gasly în Marele Premiu al Marii Britanii, pentru care Tsunoda și-a cerut ulterior scuze. Tsunoda a marcat un punct la Marele Premiu al Statelor Unite, unde a început de pe locul al nouăsprezecelea, a câștigat cinci locuri în primul tur și a terminat pe locul zece. El a rulat pe locul unsprezece în timpul Marelui Premiu de la Ciudad de México, dar a fost eliminat din cursă după o coliziune cu Daniel Ricciardo. El a încheiat sezonul pe locul 17 în campionatul piloților cu 12 puncte față de cele 23 ale lui Gasly.

#### 2023
Tsunoda a rămas cu AlphaTauri și pentru sezonul 2023, împreună cu debutantul Nyck de Vries, întrucât Gasly a plecat la Alpine. După două clasări pe locul 11 în primele două curse, Tsunoda s-a calificat pe locul 12 pentru Marele Premiu al Australiei și se afla pe locul cinci când cursa a fost reluată după al doilea steag roșu, dar a fost retrogradat pe locul 11 când ordinea a fost resetată după a treia oprire. O penalizare pentru Carlos Sainz Jr. l-a promovat pe locul zece, câștigând primul punct al anului pentru el și AlphaTauri. El a ajuns în Q3 pentru prima dată în 2023 la Marele Premiu al Azerbaidjanului. Contactul cu coechipierul de Vries în sprint l-a făcut să lovească un perete și în cele din urmă să se retragă. El a terminat pe locul zece în cursă pentru a mai înscrie un punct. Au urmat apoi șapte curse consecutive fără punct marcat, până la Marele Premiu al Belgiei, unde s-a clasat din nou pe locul 10 pentru a obține un punct. La Marele Premiu al Statelor Unite, Tsunoda a stabilit primul său cel mai rapid tur din carieră și a încheiat cursa pe locul 10. După ce a marcat primele puncte de la pauza de vară, acest lucru a fost îmbunătățit și mai mult după ce Lewis Hamilton și Charles Leclerc au fost descalificați, promovându-l pe Tsunoda pe locul opt. La ultima cursă a sezonului, Marele Premiu de la Abu Dhabi, Tsunoda s-a calificat pe locul șase, cea mai bună clasare din carieră. După ce a încercat o strategie ambițioasă de o oprire, s-a aflat la conducerea unei curse pentru prima dată. În cele din urmă, va termina pe locul 8 după ce s-a apărat de Hamilton. Tsunoda a terminat sezonul 2023 pe locul 14 în clasament, cu 17 puncte acumulate.

#### 2024

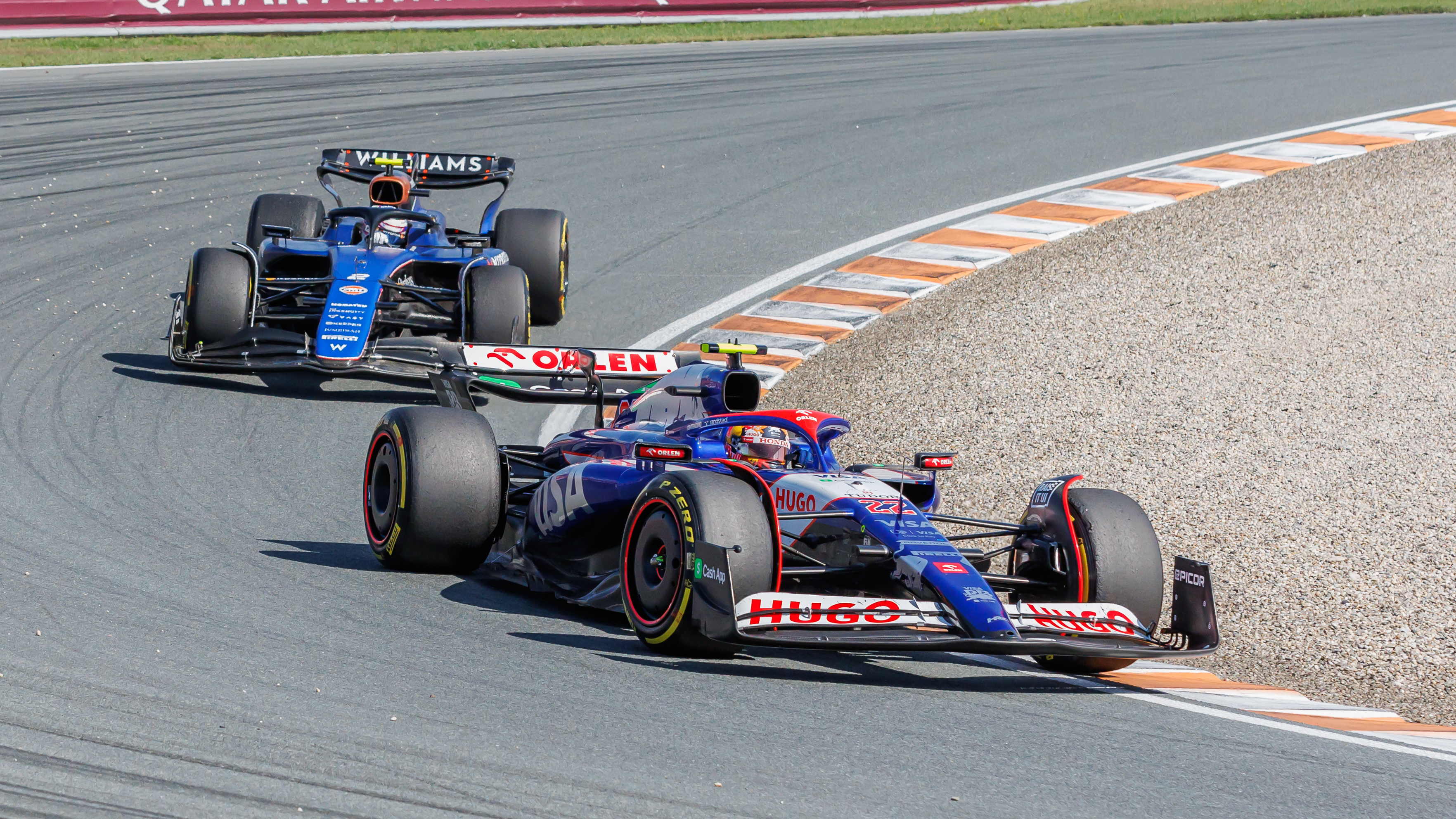
Tsunoda urmărit de Logan Sargeant de la Williams în.

AlphaTauri, redenumită drept RB Formula One Team pentru 2024, i-a păstrat pe Tsunoda și Daniel Ricciardo. Tsunoda a început sezonul cu frustrări în Bahrain, terminând pe locul 14 după ce i s-a ordonat să îl lase pe Ricciardo să treacă. În Arabia Saudită, s-a calificat pe locul al nouălea, dar a coborât pe locul 15 după ce s-a luptat cu Kevin Magnussen. El a obținut primele puncte în Australia cu un loc șapte și a primit laude pentru progresul său.
La cursa sa de acasă din Japonia, Tsunoda s-a calificat în Q3 și a terminat pe locul 10, devenind primul pilot japonez care obține puncte pe teren propriu din 2012 încoace. A urmat un punct în sprintul de la Miami și un loc șapte în cursa principală, peste George Russell de la Mercedes. Alte puncte au venit din aparițiile în Q3: locurile zece și opt în Emilia-Romagna și Monaco. În Canada, a făcut o greșeală neforțată pe final și a terminat pe locul 14. Tsunoda a obținut apoi alte puncte în Marea Britanie (locul 10) și Ungaria (locul 9), în ciuda unui accident în Q3, dar a terminat doar pe locul 16 în Belgia după o penalizare de motor. Strategia slabă a dus la locul 17 în Țările de Jos, urmat de abandonuri în Italia și Azerbaidjan după coliziuni. De la Marele Premiu al Statelor Unite, Liam Lawson l-a înlocuit pe Ricciardo, devenind noul coechipier al lui Tsunoda. Tsunoda a terminat pe locul 14 la Austin, după o cursă nereușită, și a suferit un alt abandon în Mexic.
A obținut cea mai bună poziție a sa din carieră în calificările pentru Marele Premiu de la São Paulo, locul trei, dar a terminat cursa pe locul al șaptelea după ce a fost dezavantajat din cauza unui steag roșu inoportun. În Las Vegas, el a terminat al nouălea după ce s-a luptat cu Nico Hülkenberg. Tsunoda a încheiat sezonul pe locul 12 în clasamentul piloților, cu 30 de puncte, cea mai bună clasare a sa din cariera de Formula 1. Performanța sa a primit laude din partea directorului de echipă Laurent Mekies, care a remarcat progresul neașteptat al lui Tsunoda.

## Statistica în Formula 1
| Sezon | Echipă                | Puncte | Poz. |
| ----- | --------------------- | ------ | ---- |
| 2024  | RB-Honda RBPT         | 30     | 12   |
| 2023  | AlphaTauri-Honda RBPT | 17     | 14   |
| 2022  | AlphaTauri-RBPT       | 12     | 17   |
| 2021  | AlphaTauri-Honda      | 32     | 14   |